# Ligidium zaitzevi
Ligidium zaitzevi là một loài chân đều trong họ Ligiidae. Loài này được Borutzkii miêu tả khoa học năm 1950.